# Emmanuelle Girard
Emmanuelle Girard (* 7. Juli 1999) ist eine französische Tennisspielerin.

## Karriere
Girard spielt bislang vorrangig Turniere der ITF Women’s World Tennis Tour, wo sie bislang einen Titel im Doppel gewinnen konnte.
2015 erhielt sie eine Wildcard für das Juniorinneneinzel der French Open, schied aber bereits in der ersten Runde mit 1:6 und 3:6 gegen Elena-Gabriela Ruse aus. Im Juniorinnendoppel trat sie mit Partnerin Lea Romain ebenfalls mit einer Wildcard an. Auch hier verloren die beiden bereits in der ersten Runde gegen Sofia Kenin und Katie Swan mit 2:6 und 2:6. 2016 stand sie im Mai mit Partnerin Francesca Jones im Finale des W15 im Hammamet, wo sie Natalija Stevanović und Hanna Posnichirenko mit 4:6 und 4:6 unterlagen.
2021 gewann sie an der Seite von Sophia Biolay ihr erstes ITF-Turnier im Doppel in Monastir. 2022 stand sie mit Partnerin Émeline Dartron im Finale des W15 in Monastir, wo sie gegen Bojana Marinković und Naïma Karamoko mit 4:6 und 4:6 verloren.

## Turniersiege

### Doppel
| Nr. | Datum         | Turnier  | Kategorie | Belag     | Partnerin     | Finalgegnerinnen                       | Ergebnis |
| --- | ------------- | -------- | --------- | --------- | ------------- | -------------------------------------- | -------- |
| 1.  | 19. Juni 2021 | Monastir | ITF W15   | Hartplatz | Sophia Biolay | Aleksandra Wierzbowska Joanna Zawadzka | 6:2, 6:1 |